# Pomorie-See
Der Pomorie-See ist eine Lagune und befindet sich in der Nähe der gleichnamigen im 4. Jahrhundert v. Chr. gegründeten Stadt Pomorie auf der Pomorie-Halbinsel am Schwarzen Meer in Bulgarien. Er ist Teil des Feuchtgebietes Burgas und ein Naturschutzgebiet. Der See ist Teil der Seelandschaft Burgasseen.
Die Seen sind durch eine natürliche Nehrung und einen künstlichen Damm vom Meer getrennt. Lediglich im südlichen Teil gibt es einen Kanal zum Meer, über den der Salzwassereinlauf reguliert wird.
Die Lagune ist ca. 7 – 8,5 km² groß, 6,7 km lang, 1,8 – 2 km breit und bis zu 1,4 m tief.
Der Salzgehalt beträgt durchschnittlich 6 – 8 %. In der Lagune wird Salz und Schlamm gewonnen.
In der Lagune überwintern viele bedrohte Vogelarten, die den östlichen Nord-Süd Migrationsweg der Zugvögel, die Via Pontica, nutzen. Im Naturschutzgebiet befinden sich mehrere Vogelbeobachtungsstellen, die frei zugänglich sind.

## Galerie

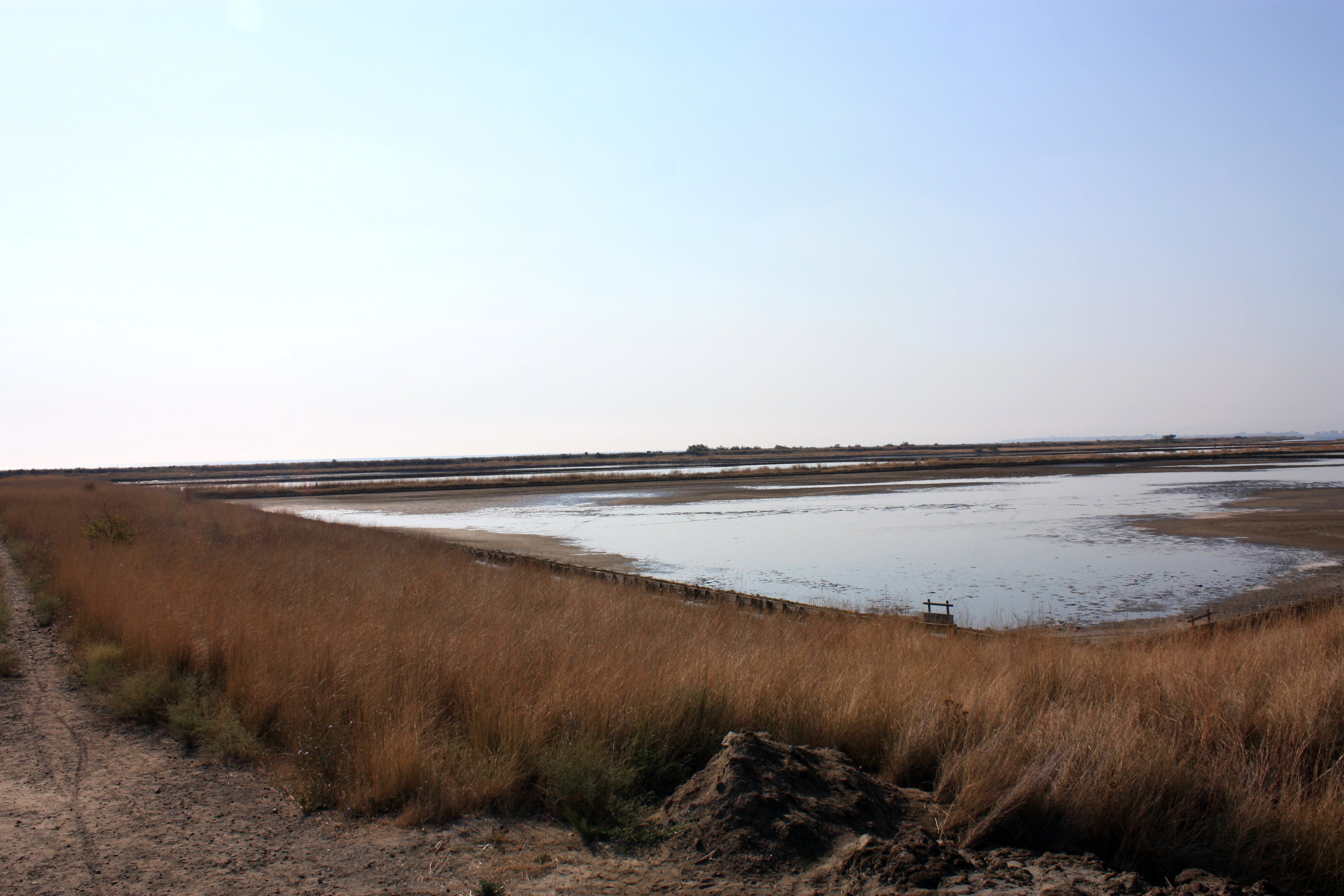
Karte der Seen um die Stadt Burgas